# Иванов, Виталий Борисович
Вита́лий Бори́сович Ивано́в (род. 31 июля 1960, Красноярск, СССР) — российский журналист, фотограф.

## Биография

### Родители, начало жизни
Отец — Борис Сергеевич Иванов, журналист-международник, писатель, публицист, кинодокументалист, сценарист, Лауреат премии Союза журналистов СССР. Мать — Людмила Александровна Иванова (Семененко), инженер-химик.
Детство прошло в рабочем районе Красноярска, где расположен Красноярский машиностроительный завод имени В. И. Ленина. На этом предприятии, выпускающем баллистические ракеты морского базирования, работала большая часть многочисленной семьи. Дед Виталия Иванова — Александр Яковлевич Семененко — проработал на предприятии более 40 лет, награждён многими орденами и медалями. Удостоен звания «Почетный Красмашевец».
Пока родители Виталия жили в Хабаровске, где его отец учился в Высшей партийной школе, воспитанием внука занималась бабушка Нина Ивановна Семененко. Обучаться Виталий начал в красноярских средних школах № 48 и № 15.
В 1967 году родители вернулись в Красноярск. Отец был назначен главным редактором общественно-политических программ Красноярского краевого телевидения.
В 1970 году, с получением отдельной квартиры, семья Ивановых переехала в Северо-Западный микрорайон Красноярска. Виталий продолжил обучение в красноярской средней школе № 96, которую и окончил в 1977 году.
В 1974 году Виталий увлекся фотографией. Его учителем стал красноярский фотограф Александр Васильевич Мищенко.
2 сентября 1976 года фотография, сделанная Виталием на первом звонке в его школе, была опубликована в газете «Красноярский комсомолец». С этого дня он начал регулярно публиковаться в самых разных советских, российских и иностранных газетах и журналах.
В 1974 году Виталий начал занимать скоростными видами подводного спорта (плавание в ластах) в спортивно-техническом клубе «Дианема» Красноярского политехнического института. Выполнил норматив «Мастера спорта СССР». Его тренером была Ольга Никифоровна Московченко, Заслуженный тренер РСФСР, профессор.
Член Союза журналистов России с 1986 года.
Член национального творческого сообщества "Фотоискусство" с 2015 года.
Член Русского географического общества с 2015 года.

### Учёба
В 1977 году, сразу после окончания средней школы, Виталий поступал на юридический факультет Красноярского государственного университета, но не прошёл по конкурсу. Работал фотолаборантом на Красноярском заводе телевизоров.
В 1978 году Виталий поступил на филологический факультет Иркутского государственного университета имени А. А. Жданова по специальности «Журналистика» (заочное обучение). Одновременно он начал работать в редакции газеты «Красноярский комсомолец», а позже, по путевке краевого комитета ВЛКСМ был направлен на работу в редакцию газеты «Красноярский железнодорожник».
В апреле — мае 1978 года Виталий, будучи внештатным корреспондентом газеты «Красноярский комсомолец», был командирован в поселок Диксон. Из Диксона он с группой коллег был доставлен вертолётом на борт дизель-электрического ледокола «Капитан Сорокин», который выполнял экспериментальный рейс по проводке дизель-электрохода «Павел Пономарев» из Мурманска в Дудинку.1 мая 1978 года караван прибыл в Дудинку. С этого дня навигация в Западной части трассы Северного морского пути стала круглогодичной.
В 1980 году В.Иванов работал на Олимпийских играх в Москве. В сентябре того же года переводится на дневную форму обучения в университете, потеряв при этом один курс. После второго вновь на второй.
В феврале 1982 года Виталий женится на Елене Анатольевне Черных, студентке того же факультета.
В июле 1983 года у них родился сын Алексей, в сентябре 1992 года второй сын — Александр.
Участь в университете, Виталий работал лаборантом на кафедре журналистики, спортивным обозревателем Иркутского телевидения, активно сотрудничал с редакцией газеты «Советская молодежь» (г. Иркутск).
Во время учёбы производственную практику Виталий проходил в Агентстве печати «Новости», где с 1975 года работал его отец, и в редакции газеты «Советский Таймыр»(г. Дудинка, Красноярский край).
После окончания университета Виталий имел на руках три приглашения на работу — от редакции газет «Московские новости» (г. Москва), «Красноярский рабочий» (г. Красноярск) и «Советский Таймыр»(г. Дудинка).

### Таймыр
В августе 1984 года молодая семья Ивановых приехала на Таймыр.
Работая в редакции газеты «Советский Таймыр» корреспондентом и фотокорреспондентом,Виталий объездил весь полуостров. Бывал на полярных станциях, в оленеводческих бригадах и у рыбаков, много писал и снимал моряков, полярников, гидрографов.
Значительная часть жизни Виталия Иванова связана с Арктикой и Диксоном. Несколько раз на судах ледокольного флота и на транспортных судах Мурманского морского пароходства прошёл всю трассу Северного морского пути.
В 1987 году он впервые побывал в географической точке Северный полюс. Позже он бывал там ещё трижды. Впоследствии тема Арктики и Севера стала основной в творчестве В.Иванова.
В то время Виталий активно сотрудничал фотохроникой ТАСС, регулярно публиковался в краевой и в центральной прессе.
В 1986 году вступил в Союз журналистов СССР. Неоднократно избирался в Президиум и в Правление Союза журналистов Красноярского края.
31 марта 2017 года вновь был избран в состав Правления. В 1987 году стал членом КПСС.

### Дальнейшее творчество
В 1993 году Виталий Иванов организовал историко-журналистскую экспедицию «Енисей», во время которой группа за одну навигацию несколько раз прошла по Енисею, самой многоводной реке России, от её истока в Туве до устья в районе Диксона. В 2002 году в Париже (Франция) прошла фотовыставка «Неизвестная Сибирь». На ней Виталий Иванов и Владимир Сковородников рассказали французам о жизни сибиряков. Позже эта выставка стала персональной и демонстрировалась во многих странах мира. С 2005 года В. Иванов начал активное обучение начинающих фотолюбителей. В 2009 году он открыл в Красноярске свою фотошколу. В 2015 году Виталий Иванов вступил в национальный Творческий союз «Фотоискусство». В том же году он вступил в «Русское Географическое общество».
- 1977 г. — окончил Красноярскую среднюю школу № 96
- 1977—1978 — Красноярский завод телевизоров, фотолаборант
- 1978 −1979 — редакция газеты «Красноярский комсомолец», корреспондент
- 1979—1980 — редакция газеты «Красноярский железнодорожник», корреспондент
- 1980—1984 — студент дневного обучения в Иркутском государственном университете
- 1984—1988 — редакция газеты «Советский Таймыр» (г. Дудинка), корреспондент, фотокорреспондент
- 1988—1990 — редакция газеты «Советская торговля» (г. Москва), собственный корреспондент
- 1990 — редакция газеты «Красноярский рабочий», корреспондент
- 1990—1997 — редакция газеты «Водный транспорт» (г. Москва), собственный корреспондент
- 1997—2003 — Агентство ФОТО ИТАР-ТАСС (г. Москва), собственный фотокорреспондент по Восточной Сибири,
- 2003—2005 — Красноярская государственная телерадиокомпания, директор Дирекции телевидения
- 2005 — Фонд «Культурное наследие Сибири», вице-президент
- 2005—2010 — ООО «Вита», директор
- 2009 −2014 — индивидуальный предприниматель, организатор и руководитель «Творческого центра».
- 2015 — эксперт экспертно-правового отдела Таймырского Долгано-Ненецкого муниципального района Красноярского края, пресс-секретарь, советник Главы Таймырского Долгано-Ненецкого муниципального района Красноярского края.
- 2016—2017 — МКУ «Служба обеспечения деятельности органов местного самоуправления муниципального района» (Дудинка), начальник отдела по работе со СМИ и информатизации, пресс-секретарь Главы Таймырского Долгано-Ненецкого муниципального района Красноярского края. Член наградной комиссии Таймырского Долгано-Ненецкого муниципального района.
- 2017—2018 — заместитель директора, заведующий учебной частью в Муниципальном бюджетном образовательном учреждении дополнительного образования « Медиа-Мастерская»
- 2018—2019. — главный редактор информационного агентства «1-line» (г. Красноярск)
- 2019 -2021. — ГУ МВД России по Красноярскому краю, сотрудник пресс-службы
- 2021 - 2023 - сотрудник пресс-службы Красноярского государственного медицинского университета имени профессора В.Ф. Войно-Ясенецкого
- 2023-2024 - работа над фотоальбомом "Енисейский район. Времена года"
- 2024 - заведующий редакционно-издательским отделом в Енисейском музее-заповеднике.
- 2024 - 2025 - резидент Енисейского музея-заповедника.
- 2022 г. - член Общественного Совета Министерства культуры Красноярского края
- 2023 г. - член Общественного Совета МУ МВД России "Красноярское"

## Творчество
- 1982, 1983, 1986 — лауреат краевого фотоконкурса «Горизонты Красноярья»
- 1991 — первая фотовыставка за пределами СССР. Фотовыставка «Арктика сегодня» (города Диксон и Чикаго, штат Иллинойс, США)
- 1993 - Организатор и руководитель фотографический экспедиции "Енисей от истоков до устья". Результат экспедиции: отчетная фотовыставка в Иркутске, Кызыле, Абакане, Красноярске, Новосибирске, Норильске и в Санкт-Петербурге.
- 1996 — дипломант Всесоюзного фотоконкурса «Шаги перестройки»
- 1997 - призёр фотоконкурса "ИнтерПресс фото"
- 1999, 2000 — лауреат фотоконкурса «Сибирь Пресс-фото»
- 2001 — дипломант международного фотоконкурса «ИнтерПресс-фото».
- 2002 — фотовыставка «Неизвестная Сибирь» в Париже (Франция), Красноярске (Россия), Риме (Италия) и в городах Южной Кореи
- 2003 — звание «Лучший фотокорреспондент Красноярского края» по итогам творческого конкурса Союза журналистов края
- 2003 — персональная фотовыставка в ЮАР, Турции, Венгрии, Австрии
- 2004 — персональная фотовыставка в Польше, Турции, Египте
- 2005 — персональная фотовыставка в Норвегии, Чехии
- 2008 — лауреат Всероссийского конкурса «Щит и перо» (МВД России)
- 2008 — награждён медалью «За содействие МВД России»
- 2009 — фотовыставка «Ну, а девушки, а девушки, потом…» (Spotting)
- 2014 — финалист национального конкурса «Лучшие фотографии России» 2014
- 2014 — фотовыставка в Норвегии к 100-летию путешествия Фритьоф Нансена по России
- 2015 — победитель национального конкурса «Лучшие фотографии России» 2015
- 2015 — фотовыставка «Я мог бы много рассказать тебе о Севере…» к 100-летию основания Диксона
- 2018 — Звание «Лучший обозреватель Красноярского края» по итогам творческого конкурса Союза журналистов края
- Автор документальных фильмов: «Чекисты», « Трудная дорога к танцу» и «Музыка Саянских гор» (КГТРК).
- Авторский фотоальбом «Енисей от истоков до устья» (в работе)
- Автор книг: «Черным по белому. Арктический блокнот», «Моя профессия — фотожурналист», «Многобайт моей памяти»
- 2019 — фотовыставка «Енисейская Сибирь» (г. Красноярск)
- 2019 - на канале "Центр-Красноярск" начала выходить авторская программа Виталия Иванова "Наши люди"
- 2019 — в Красноярске вышел сборник очерков «Черным по белому. Арктический блокнот». Это первая авторская книга В.Б. Иванова
- 2019 — победа во Всероссийском фотоконкурсе «Открытый взгляд» (МВД России) в номинации «Портрет»
- 2019 — авторская телепрограмма «Наши люди» на телевизионном канале «Центр-Красноярск»
- 2020 — Союз журналистов России наградил почетным знаком «За заслуги» (№ 2982)
- 2020 -  дипломант Всероссийского фотоконкурса "Открытый взгляд" (МВД России)
- 2021 - организатор и участник фотовыставки "Победители" (к 75-летию Великой Победы). Открытие задержалось на год из-за COVID-19
- 2021 - авторская фотовыставка "Енисей от истоков до устья" в городах Красноярск и Енисейск.
- 2022 - XXI Молодёжные Дельфийские игры России. Проводились в Красноярске. Председатель жюри в номинации "Фотография".
- 2022 - Первые молодёжные Арктические дельфийские игры. Проводились в Сыктывкаре. Председатель жюри в номинации "Фотография".
- 2023 - в Красноярске вышла вторая книга В.Б. Иванова "Многобайт моей памяти"
- 2023 - XXII Молодёжные Дельфийские игры России. Проводились в Саратове. Председатель жюри в номинации "Фотография".
- 2023 - авторская выставка "Мои белые сны" в Енисейском историко-архитектурном музее-заповеднике имени А.И. Кытманова.
- 2023 - Вторые открытые молодёжные Арктические Дельфийские игры. Председатель жюри в номинации "Фотография"
- 2024 - вышел фотоальбом "Времена года. Енисейский район" к 100-летию Енисейского района Красноярского края. Тираж 750 экземпляров, 240 страниц, около 400 фотографий.
- 2024 - Третьи открытые молодежные Арктические Дельфийские игры. Член жюри в номинации "Фотография".

## Личная жизнь
- отец - Борис Сергеевич Иванов (1937—2013)
- мать - Людмила Александровна Иванова (1939)
- супруга - Елена Анатольевна Иванова (Черных) (1962)
- дети - Алексей (1983), Александр (1992)